# FC Santa Coloma
FC Santa Coloma är en fotbollsklubb i Santa Coloma d'Andorra i Andorra, grundad 1986. Klubben spelar i Andorras högsta division Primera Divisió.

## Meriter
- Primera Divisió: 13
2001, 2003, 2004, 2008, 2010, 2011, 2014, 2015, 2016, 2017, 2018, 2019
- Copa Constitució: 8
2001, 2003, 2004, 2005, 2006, 2007, 2009, 2012, 2018
- Supercopa de Andorra: 8
2003, 2005, 2007, 2008, 2015, 2017, 2019

## Färger
FC Santa Coloma spelar i vit och röd trikåer, bortastället är blå.
| FC Santa Coloma | FC Santa Coloma |

### Trikåer
| 2013/14 s. | 2014/15 s. | 2015–2017 s. | 2017/18 s. | 2019/20 s. |

## Placering tidigare säsonger
| Säsong  | Nivå | Liga            | Placering | Referens | Notering |
| ------- | ---- | --------------- | --------- | -------- | -------- |
| 2013/14 | 1    | Primera Divisió | 1         | [ 1 ]    |          |
| 2014/15 | 1    | Primera Divisió | 1         | [ 2 ]    |          |
| 2015/16 | 1    | Primera Divisió | 1         | [ 3 ]    |          |
| 2016/17 | 1    | Primera Divisió | 1         | [ 4 ]    |          |
| 2017/18 | 1    | Primera Divisió | 1         | [ 5 ]    |          |
| 2018/19 | 1    | Primera Divisió | 1         | [ 6 ]    |          |
| 2019/20 | 1    | Primera Divisió | 2         | [ 7 ]    |          |
| 2020/21 | 1    | Primera Divisió | 3         | [ 8 ]    |          |
| 2021/22 | 1    | Primera Divisió | 5         | [ 9 ]    |          |
| 2022/23 | 1    | Primera Divisió | 3         | [ 10 ]   |          |
| 2023/24 | 1    | Primera Divisió | 4         | [ 11 ]   |          |